# British Society for Plant Pathology
British Society for Plant Pathology (BSPP) – brytyjskie stowarzyszenie fitopatologiczne.
Organizacja założona została w 1981 roku. BSPP skupia badaczy z różnych dziedzin fitopatologii, organizuje spotkania i konferencje, gromadzi środki finansowe na cele badawcze i stypendia oraz wydaje trzy międzynarodowe czasopisma naukowe:
- Plant Pathology
- Molecular Plant Pathology
- New Disease Reports

BSPP działa w stowarzyszeniu z International Society for Plant Pathology.